# Luterbacheria
Globanomalina es un género de foraminífero planctónico de la familia Globanomalinidae, de la superfamilia Hantkeninoidea, del suborden Globigerinina y del orden Globigerinida. Su especie-tipo es "Globorotalia" pseudomenardii. Su rango cronoestratigráfico abarca desde el Daniense superior (Paleoceno inferior) hasta el Ypresiense inferior (Eoceno inferior).

## Descripción
Luterbacheria incluía especies con conchas trocoespiraladas, de forma biconvexa aplastada o cóncavo-convexa; sus cámaras son romboidales, y seleniformes en el lado espiral; sus suturas intercamerales eran incididas; su contorno ecuatorial era subredondeado, ligeramente lobulado; su periferia era aguda, con carena poco a bien desarrollada; el ombligo era estrecho; su abertura principal era interiomarginal, umbilical-extraumbilical, con forma de ranura asimétrica y rodeada con un pórtico; presentaban pared calcítica hialina, perforada con poros cilíndricos y superficie lisa o puntuada.

## Discusión
Clasificaciones posteriores incluirían Luterbacheria en la superfamilia Globigerinitoidea. Algunos autores han incluido las especies de Luterbacheria en Planorotalites. Otros las han incluido en Globanomalina. El autor de Luterbacheria incluyó especies sin carena aunque con banda imperforada, pero estas últimas son generalmente agrupadas en Globanomalina. Por esta razón, el género Luterbacheria fue enmendado para incluir exclusivamente las formas completa o parcialmente carenadas, y separarlo claramente no solamente de Globanomalina, restringido a las especies sin carena, sino también de Planorotalites, el cual presenta pared pustulada. Pseudomenardella se ha definido utilizando un concepto taxonómico muy similar al dado para Luterbacheria, probablemente por haber ignorado la definición de este último género por el autor español. No obstante, la especie tipo de Pseudomenardella (Luterbacheria ehrenbergi) no coincide con la de Luterbacheria (Luterbacheria pseudomenardii), y ambos géneros aún podrían ser considerados distintos y válidos.

## Paleoecología
Luterbacheria, como Globanomalina, incluía especies con un modo de vida planctónico, de distribución latitudinal cosmopolita, preferentemente tropical-subtropical, y habitantes pelágicos de aguas intermedias a profundas (medio mesopelágico a batipelágico superior).

## Clasificación
Luterbacheria incluye a las siguientes especies:
- Luterbacheria australiformis †
- Luterbacheria ehrenbergi †
- Luterbacheria elongata †
- Luterbacheria pseudomenardii †

Otras especies consideradas en Luterbacheria son:
- Luterbacheria capdevilensis †
- Luterbacheria compressa †, aceptado como Globanomalina compressa
- Luterbacheria haunsbergensis †, aceptado como Globanomalina haunsbergensis
- Luterbacheria planoconica †
- Luterbacheria troelseni †